# CBF-FM
Pour les articles homonymes, voir CBF.
CBF-FM est une station de radio canadienne francophone située à Montréal, dans la province de Québec. Elle est détenue et opérée par la Société Radio-Canada et est la station-mère de son réseau généraliste ICI Radio-Canada Première.

## Histoire
En 1933, la Commission canadienne de la radiodiffusion (qui deviendra la Société Radio-Canada en 1936), inaugure à Montréal la station bilingue CRCM qui deviendra au début de l'année 1937 CBM-AM.
Le 11 décembre 1937, CBF-AM est lancée et la programmation francophone est transférée sur la nouvelle station alors que CBM devient exclusivement anglophone et affiliée à CBC Radio. Lors de son lancement, CBF émettait à la fréquence 910 kHz à une puissance de 50 000 watts.
En 1941, la fréquence de CBF est changée pour le 690 kHz et restera en vigueur jusqu'à la conversion de la station à la bande FM en 1998.
En 1998, lors de la conversion de CBF à la bande FM, la station CBF-FM existante (tête de réseau d'ICI Musique) est renommée CBFX-FM.
Au fil des années suivant sa création, CBF était diffusé dans plusieurs régions du Québec à travers un vaste réseau de réémetteurs, parfois doublés par des stations privées affiliées à Radio-Canada. Au cours des années, ces stations privées soit sont achetées directement par la Société Radio-Canada, soit elle y implante directement ses propres stations et la source de programmation des réémetteurs est changée pour la station régionale la plus proche.

## Programmation régionale
- Tout un matin - Lundi au vendredi de 5 h 30 à 9 h
- Le 15-18 - Lundi au vendredi de 15 h à 18 h

### Programmation inter-régionale
- Info matin - Lundi au vendredi de 5 h à 5 h 30 (sauf lors de la période des fêtes de fin d'année) - Émission produite par CBF-FM Montréal et diffusée sur CBF-FM, CBF-FM-10, CBV-FM et CBOF-FM[Note 1].
- Samedi et rien d'autre - Samedi de 7 h à 11 h - Émission produite par CBF-FM Montréal et diffusée sur toutes les stations d'ICI Radio-Canada Première de la province de Québec.
- Dessine-moi un été - Samedi de 6 h 30 à 11 h (période estivale) - Émission produite par CBF-FM Montréal et diffusée sur toutes les stations d'ICI Radio-Canada Première de la province de Québec.

## Émetteurs
| Villes                    | Identifiant | Fréquence | Puissance     | Classe | Coordonnées géographiques,   | Décision CRTC |
| ------------------------- | ----------- | --------- | ------------- | ------ | ---------------------------- | ------------- |
| Montréal (Station source) | CBF-FM      | 95.1 FM   | 100 000 watts | C1     | 45° 30′ 20″ N, 73° 35′ 30″ O | ,             |
| Eeyou Istchee Baie-James  | CBF-FM-7    | 100.1 FM  | 366 watts     | A      | 53° 45′ 23″ N, 77° 33′ 23″ O |               |
| Mont-Laurier              | CBF-FM-9    | 91.9 FM   | 38 000 watts  | B      | 46° 33′ 35″ N, 75° 42′ 16″ O | [ 8 ]         |
| Saint-Michel-des-Saints   | CBF-FM-13   | 90.9 FM   | 466 watts     | A      | 46° 35′ 56″ N, 73° 54′ 02″ O |               |
| Mont-Tremblant            | CBF-FM-14   | 95.5 FM   | 835 watts     | A      | 46° 07′ 23″ N, 74° 38′ 18″ O |               |
| Rivière-Rouge             | CBF-FM-15   | 88.3 FM   | 4 600 watts   | B      | 46° 23′ 35″ N, 74° 53′ 09″ O |               |
| Saint-Donat               | CBF-FM-20   | 89.7 AM   | 10 000 watts  | B      | 46° 20′ 35″ N, 74° 12′ 26″ O | ,             |

D'autres stations radiophoniques utilisent le sigle CBF-FM, accompagné d'un suffixe, bien qu'elles ne soient pas des réémetteurs de CBF-FM. Cela inclut CBF-FM-8 à Trois-Rivières, et CBF-FM-10 à Sherbrooke qui étaient à la base des réémetteurs de CBF, qui disposent de leurs propres réémetteurs.

## Émetteur HD-radio
CBF, à Montréal, utilise un émetteur HD Radio, et depuis 2019, alors que CJPX-FM change complètement de format, passant de musique classique à Pop-Rock et Alternative (WKND 99.5 FM), CBF-HD prend la relève pour pallier cette absence de musique classique à Montréal et diffuse depuis lors, "Ici Musique Classique" sur HD-2.